# Рулетка

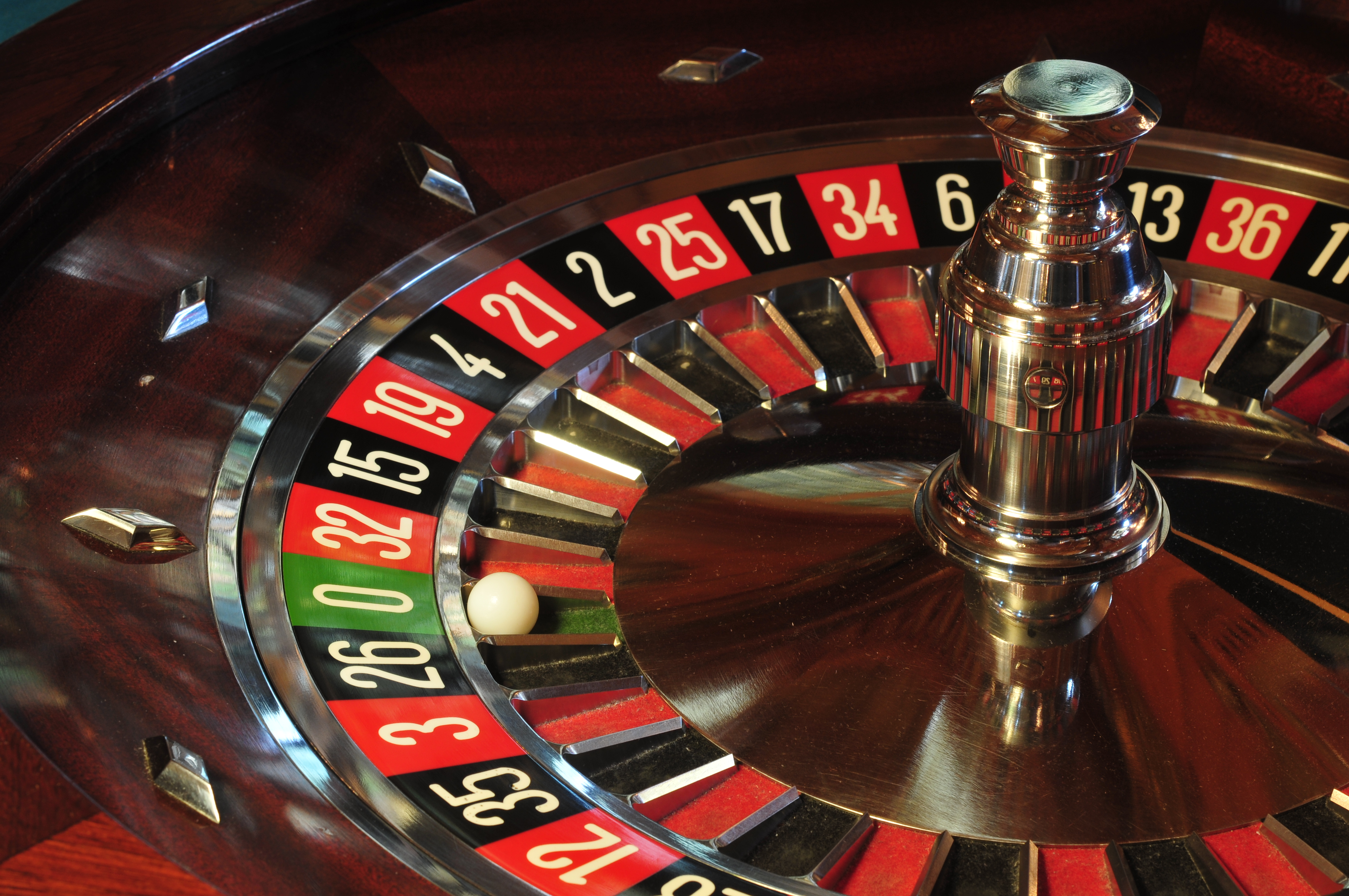
Игра в рулетку в Висбаденском казино. Выпадение шарика на «зеро»

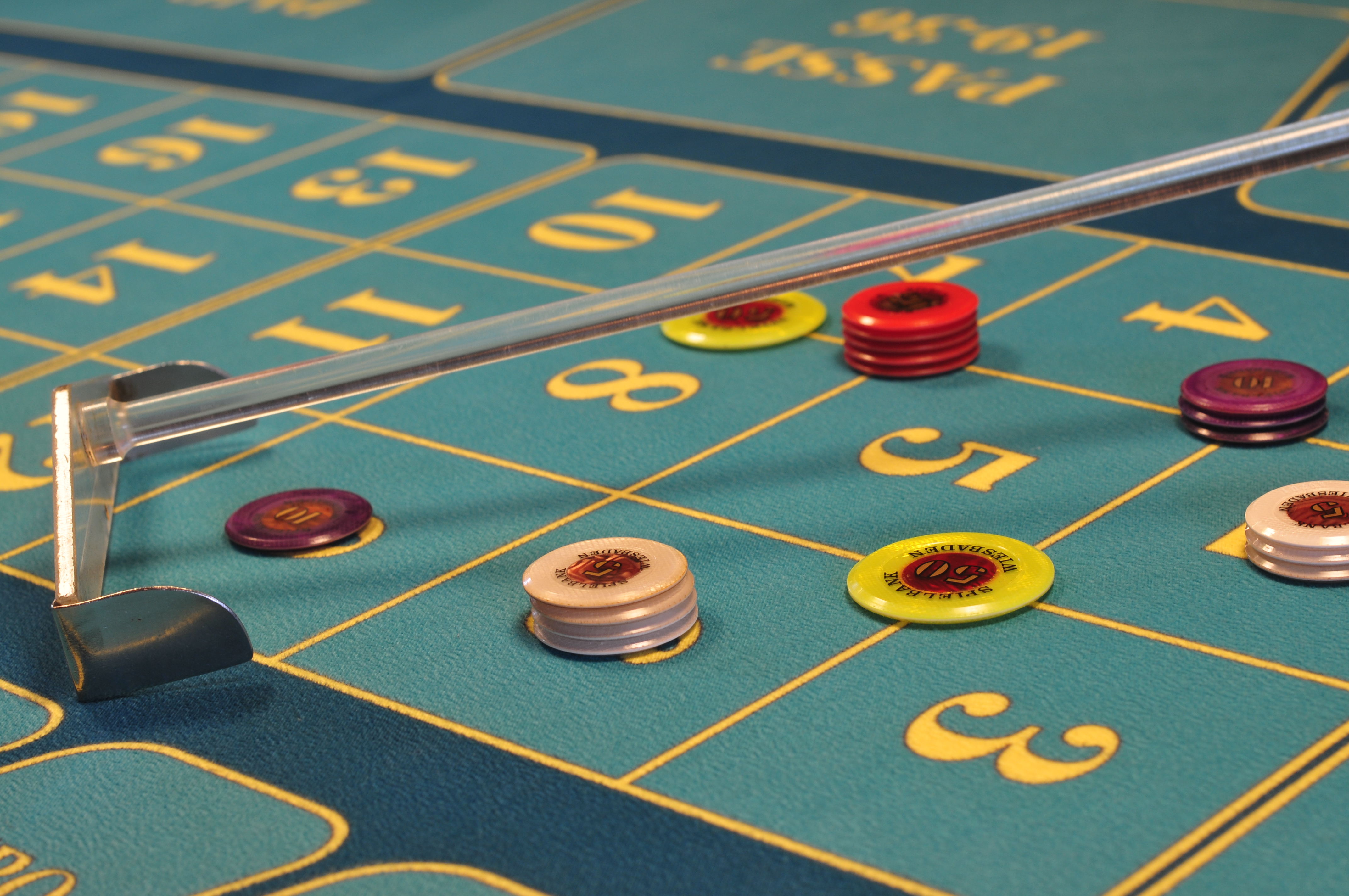
Игра в рулетку в Висбаденском казино. Ставки

Руле́тка (фр. roulette — «колёсико») — азартная игра, представляющая собой вращающееся колесо с 36 секторами красного и чёрного цветов и 37-м зелёным сектором «зеро» с обозначением нуля (в американском варианте два зелёных — 0 и 00, итого 38 секторов). Игроки, играющие в рулетку, могут сделать ставку на выпадение шарика на цвет (красное или чёрное), чётное или нечётное число, диапазон (1—18 или 19—36) или конкретное число. Крупье запускает шарик над колесом рулетки, который движется в сторону, противоположную вращению колеса рулетки, и в конце концов выпадает на один из секторов. Выигрыши получают все, чья ставка сыграла (ставка на цвет, диапазон, чётное-нечётное или номера).

## Происхождение и прототипы

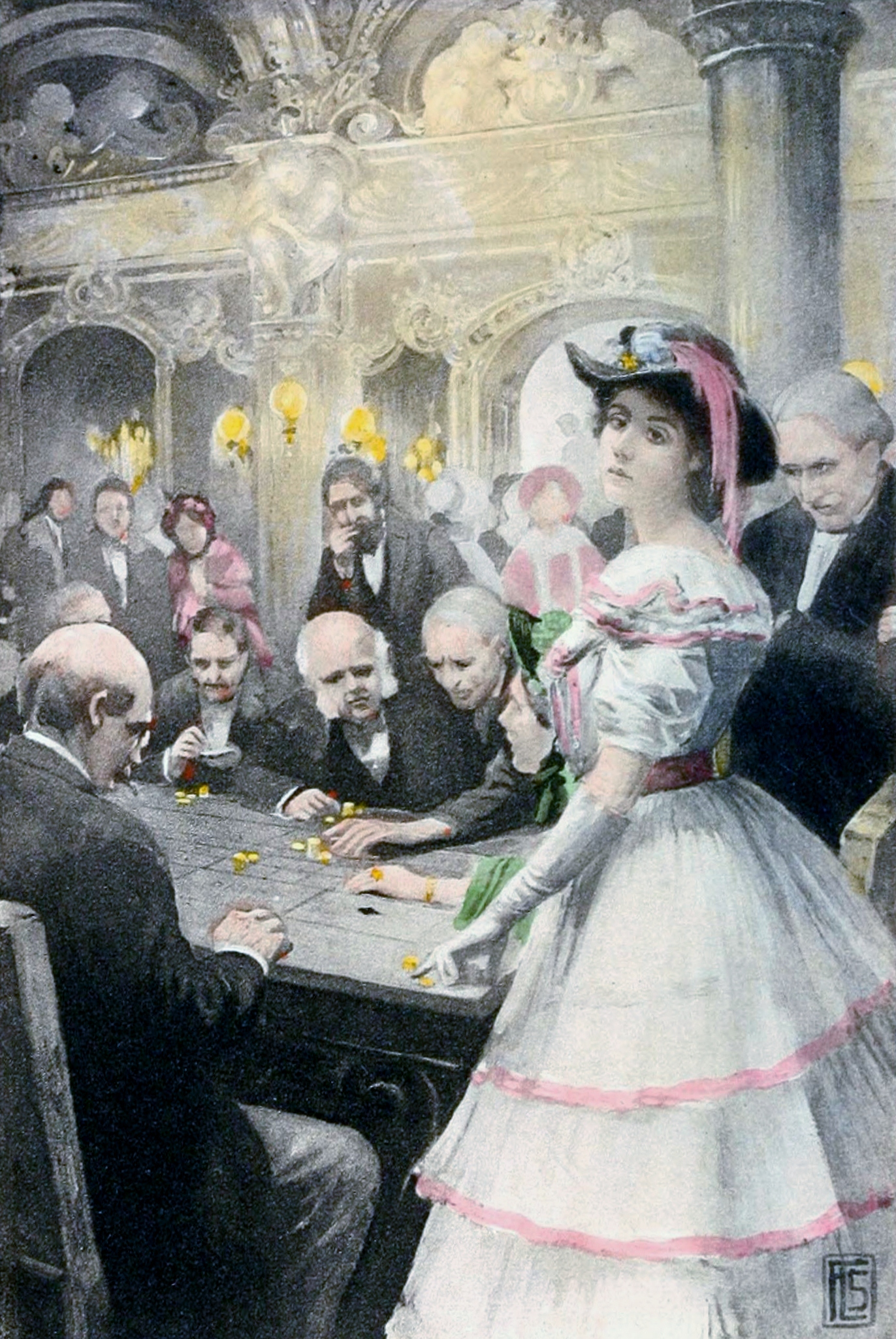
Иллюстрация к роману «Дэниэль Деронда» писательницы Джордж Элиот: «Гвендолин у стола с рулеткой»

Среди историков ходят несколько версий о том, когда и где появилась рулетка. По мнению Эрика Белла, изобретателем прототипа рулетки является Блез Паскаль, который разрабатывал вечный двигатель и представил примитивную форму рулетки как разновидности подобного двигателя. Согласно этой версии, Паскаль собрал первое колесо рулетки с вращающимся шариком в монастыре в 1655 году, представляя это либо в качестве прототипа вечного двигателя, либо в качестве модели для решения задачи о вероятности выигрыша в лото с 36 билетами. Классический механизм рулетки представляет собой гибрид игрового колеса, изобретённого в 1720 году, и таблицы для итальянской азартной игры бириби; появление рулеточного колеса в современном виде датируется 1765 годом. Существует также версия, что предшественницей рулетки была некая игра времён Древнего Китая, участники которой пытались расположить 37 фигурок животных в магическом квадрате, разделённом на 666 клеток. Эта игра попала в Европу, а некий монах доминиканского ордена решил заменить фигурки животных цифрами от 0 до 36 и разместить их по окружности вращающегося колеса.
Ещё одним из возможных прототипов рулетки может быть не только бириби, но и такая азартная игра, как «хока» (фр. hoca): одно из первых упоминаний об этой игре датируется 1716 годом, а играли в неё в гостинице Отель де Суассон. Хока представляла собой неподвижный круг с пронумерованными лунками: в центре круга находилась ось, на которой закреплялось колесо со спицами. Между спицами помещался шарик, который при вращении колеса подлетал к краю основания и, сделав несколько кругов, попадал в лунку. Обычно в круге было 40 лунок, из которых три были помечены как зеро: в случае попадания шарика в этот сектор все ставки уходили в банк казино. Игра была распространена во множестве игорных домов Франции при кардинале Джулио Мазарини, а значительная часть доходов казино уходила в королевскую казну. После смерти Мазарини (1661 год) игру запретили под страхом смертной казни. Другим прототипом была игра «чёт-нечёт» в виде колеса с 40 лунками, из которых по 20 были помечены буквами E (even — «чёт») и O (odd — «нечёт»): эта игра считается одной из простейших форм рулетки и обрела большую популярность в Англии в XVIII веке.
В XVIII веке появились ещё несколько азартных игр-предтеч рулетки, одно из которых была пти-шво. Механизмом игры было колесо с игровым полем на нём — тканью с изображённым сельским пейзажем и финишным столбом. В этом механизме было 19 (позже 9) спиц, к концу каждой из которых прикреплялись фигурки лошадей из слоновой кости и фарфора. Игроку нужно было угадать, какая лошадь замрёт возле финишного столба при остановке колеса. Игра пользовалась популярностью в Ирландии и Северной Франции. Другой игрой стал буль: в приспособление в виде чаши с бегавшим шариком помещалось неподвижное колесо с 18 лунками, каждая из которых была пронумерована от 1 до 9. Цифра 5 играла роль своеобразного «зеро»: при попадании шарика в эту лунку девятая часть ставок отправлялась в банк казино. Эта игра, как и многие другие, остаётся популярной в казино.

## Развитие рулетки
Об известности рулетки говорят и документы, запрещающие эту азартную игру: в 1745 году её запретил британский король Георг II, а в 1758 году в Новой Франции (ныне Квебек) властями были запрещены такие азартные игры, как кости, «хока», «фаро» и «рулетка». В текущем виде игра в рулетку появилась не позже 1796 года в Париже, а описание подобной игры приводится во французском романе «Рулетка, или история игрока» Жака Лабле 1801 года, описывающего рулетку в Пале-Рояль: на игровом колесе были два слота для сохранения банка игры и 38 цифровых секторов с красными и чёрными цветами, в том числе «зеро» (красный) и «двойное зеро» (чёрный).
Казино уже пережили несколько запретов, и очередной запрет во Франции был объявлен в 1836 году. Отныне играть в рулетку можно было только в подпольных парижских казино. В 1842 году братья Франсуа и Луи Блан уехали в Германию: сначала в Гамбург, где они скупали магазины и переделывали их в игровые залы, а потом и в Бад-Хомбург, где открыли не только новое казино, но и ввели новый вид рулетки с 37 секторами: к тому моменту сектора «зеро» сделали зелёными, но братья пошли ещё дальше и убрали «двойное зеро», что позволило немного увеличить шансы игроков. Среди известных посетителей того казино был и Фёдор Достоевский, который под впечатлениями от Бад-Хомбурга создал роман «Игрок».
В середине XIX века в Монте-Карло, столице княжества Монако, рулетка обрела невероятную популярность: князь Карл III легализовал азартные игры и позволил братьям Блан открыть казино в 1860 году. Параллельно игра появилась и в США, попав сначала в Новый Орлеан, затем перекочевав на запад и обретя популярность среди шахтёров. Американцы, в отличие от братьев Блан, вернули сектор «двойное зеро» и добавили преимущество игорному дому в 5,25 %: так появилась американская рулетка. В ранних видах американской рулетки на колесе были числа от 1 до 28, сектора «зеро» и «двойное зеро» и сектор с изображением орлана, который добавлял преимущество игорному дому в 12,9 %: в случае выпадения шарика на какой-либо из этих секторов банкир забирал ставки игроков. Однако из-за перекоса в сторону владельца казино популярность таких игр упала. С 1919 по 1932 год в США действовал запрет на азартные игры, однако американская мафия организовывала подпольные игорные дома. В итоге только в 1931 году в Неваде сняли запрет, открыв казино в Лас-Вегасе: к их созданию приложил руку Мейер Лански.
В Монте-Карло используется традиционное французское колесо с одним «зеро», которое позже распространилось по всему миру (в Европе и в России), а в США закрепилась модель с двумя секторами «зеро», перекочевавшая в Канаду, Южную Америку и на Карибы. С 1970-х годов казино начинают распространяться по всему миру: к 2008 году число всемирно известных казино с рулеткой достигло нескольких сотен. В 2004 году в Калифорнии появилась разновидность рулетки под названием «Калифорнийская рулетка» (англ. California Roulette), где используются карточки, а не сектора на рулетке для выбора победного номера. В 2016 году в качестве эксперимента в казино Венецианский Лас-Вегас ввели рулетку с тремя «зеро».

## Общие правила игры
Колесо рулетки состоит из 37 секторов, идущих в следующем порядке от 0 по часовой стрелке: 0, 32, 15, 19, 4, 21, 2, 25, 17, 34, 6, 27, 13, 36, 11, 30, 8, 23, 10, 5, 24, 16, 33, 1, 20, 14, 31, 9, 22,18, 29, 7, 28, 12, 35, 3, 26. Крупье запускает шарик в противоположную сторону вращения колеса с того номера, на который шарик упал в предыдущий раз. Шарик должен упасть в одну из пронумерованных ячеек, сделав не менее трёх полных оборотов по колесу. Ячейки, пронумерованные числами от 1 до 36, окрашены в чёрный и красный цвета. Номера расположены не по порядку, хотя цвета ячеек строго чередуются, начиная с 1 — красного цвета. Ячейка, обозначенная цифрой 0, окрашена в зелёный цвет и называется зеро. 10 и 11, а также 28 и 29 являются идущими подряд чёрными номерами, 18 и 19 являются идущими подряд красными номерами. Числа 1 и 36 — красные.
Сумма всех чисел на колесе рулетки равна 666 (так называемое «число зверя»): с этим фактом связаны легенды о том, что в популяризации современной рулетки Франсуа Блану якобы помогал дьявол.
Делать ставки игроки могут после того, как крупье произносит фразу: «Делайте ваши ставки». У каждого игрового стола есть минимальные и максимальные размеры ставок.
Приём ставок прекращается после слов «No more bets» или «Ставок больше нет», хотя шарик запускается по рулетке ещё до этой фразы. После выпадения номера крупье объявляет номер и цвет сектора, собирает в доход казино все проигравшие ставки и организует выплату выигрышей. В европейской рулетке выплата начинается с самых рискованных (число, сплит, стрит, каре и т. д.) и заканчивается наименее рискованными, то есть «шансами» (цвет, чёт-нечет, первые 18, вторые 18). В американской рулетке порядок выплат обратный.

### Европейская рулетка

Колесо европейской рулетки с секторами

Колесо европейской рулетки разбито на 37 секторов: 36 пронумерованных от 1 до 36 ячеек и плюс «зеро».
Порядок чисел0-32-15-19-4-21-2-25-17-34-6-27-13-36-11-30-8-23-10-5-24-16-33-1-20-14-31-9-22-18-29-7-28-12-35-3-26
Европейская рулетка искусственно разделена на три сектора для быстрых ставок:
- Voisins de zero (с фр. — «соседи зеро», «вуазан де зеро») — 17 следующих цифр слева направо (от 22 до 25). Есть также блок из 7 цифр под названием zero spiel (с нем. — «игра на зеро») от 12 до 15.
- Orphelins (с фр. — «сирота», «орфелан») — 8 цифр, из которых 5 цифр находятся слева от зеро (от 9 до 1) и 3 справа (от 17 до 6)
- Tier (с фр. — «треть», «тиер») — 12 чисел слева направо (от 33 до 27).

При стратегии игры, когда крупье играет в пограничных районах секторов, которые соприкасаются с орфалайнсом, то опытные игроки, страхуя свои ставки, также закрывают числа пограничных районов с орфалайнсом, а именно на левой половины круга 18,22 и 33,16 и на правой половины круга числа 2,25 и 27,13.
Рекомендуется эти числа выставлять до запуска шара, чтобы дать понять крупье, что игрок контролирует его желание играть на стыках секторов. После броска шарика крупье игроку остаются три варианта. Это выбрать какой-то один сектор и заставить её ставками либо снять сторожевые пограничные ставки или же не трогать пограничные ставки, а увеличить их и не добавлять дополнительные ставки. Проводить такую стратегию игры по силам только «счетчикам», владеющим визуальной баллистикой, то есть умеющих по броску крупье определить куда тот хочет приземлить шарик, после оценки ставок на игровом поле. Крупье в состоянии изменить своим броском сектор приземления шарика на боллтреке и обойти ставки, выставленные на стыках пограничных районов секторов.
Игровое поле представляет собой тридцать шесть клеток, расположенных в три ряда (по двенадцать) и пронумерованных в порядке возрастания, по системе +3, то есть 1,4,7,10,13,16,19,22,25,28,31,34. Это правило важно знать, чтобы не запутаться во время игры, когда все числа на игровом поле заставлены ставками и игрок не зная порядка возрастания чисел, просто не сможет найти число, на которое хочет поставить ставку.
Также есть сектор «зеро» и сектора с внешними ставками (покрытие игрового поля по классификации: дюжина, чёт, не чёт, больше, меньше, красный, чёрный), расположенные сбоку от цифрового сектора.

### Американская рулетка
В большинстве колес рулеток, используемых в США (американская рулетка), есть второй нулевой сектор, отмеченный как «00» и окрашенный в зелёный цвет. В американской рулетке можно поставить на особую комбинацию из пяти чисел («Five Number Bet» или «Box of Five Bet»): 0, 00, 1, 2 и 3.
Порядок чисел с двумя секторами «зеро»0-28-9-26-30-11-7-20-32-17-5-22-34-15-3-24-36-13-1-00-27-10-25-29-12-8-19-31-18-6-21-33-16-4-23-35-14-2
С 2016 года существует и разновидность рулетки с тремя нулевыми секторами: «0», «00» и «000».
Порядок чисел с тремя секторами «зеро»0-000-00-32-15-19-4-21-2-25-17-34-6-27-13-36-11-30-8-23-10-5-24-16-33-1-20-14-31-9-22-18-29-7-28-12-35-3-26

## Типы ставок

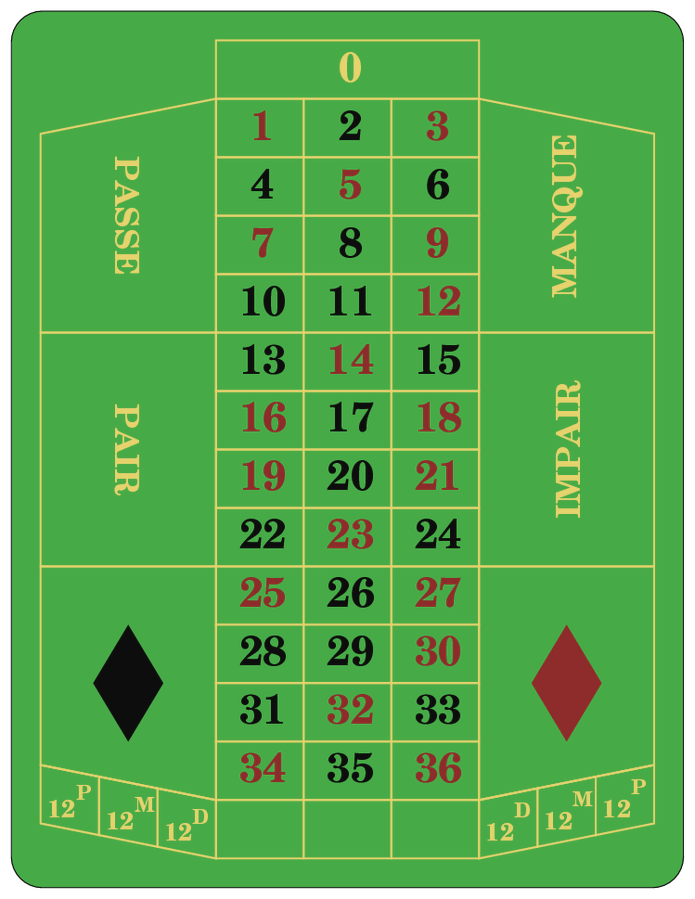
Игровое поле французской рулетки

### Внутренние
Внутренние ставки (англ. inside bets) выставляются на внутреннем секторе (англ. inner section) игрового поля рулетки. Игровое поле состоит из 36 маленьких полей с изображениями чисел от 1 до 36 в виде таблицы 3x12 (три вертикальные колонки и 12 горизонтальных рядов) и сектора с зеро, примыкающего к верхнему ряду с номерами 1-2-3.
| Название на английском   | Буквальный перевод на русский       | Описание | Размещение фишки |
| ------------------------ | ----------------------------------- | --- | --- |
| Straight / Single        | Прямая / одиночная ставка           | Ставка на один конкретный номер | На поле с изображением конкретного номера |
| Split                    | Сплит / пара                        | Ставка на два смежных номера (например, 14-17 или 8-9), примыкающих горизонтально или вертикально друг к другу                                | На линию, разделяющую два поля |
| Street                   | Стрит / улица                       | Ставка на три номера последовательно (например, 7-8-9) в горизонтальной линии                                                                 | На линию, отделяющую нумерованное поле от внешней области, но не граничащую с секторами внешних ставок                                            |
| Corner / Square          | Угол / каре / крест                 | Ставка на 4 смежных номера | В точку пересечения выбранных номеров (то есть на угол)                                                                                           |
| Six Line / Double Street | Линия шести / две улицы / линия     | Ставка на 6 идущих подряд номеров, образующих две горизонтальных линии (например, 31-32-33-34-35-36)                                          | На линию, отделяющую нумерованное поле от внешней области, но не граничащую с секторами внешних ставок, и обязательно на угол между двумя улицами |
| Basket                   | Корзина                             | Ставка на три номера, из которых хотя бы один — зеро (1-2-0 или 2-3-0 в европейской рулетке; 1-2-0, 2-3-00 или 0-00-2 в американской рулетке) | На угол, смежный между тремя полями (в точку их соединения)                                                                                       |
| First Four               | Первая четвёрка                     | Ставка сразу на четыре номера — 0, 1, 2 и 3; ставка на первую улицу и зеро одновременно                                                       | На угол пересечения сектора зеро, номера 3 и линии, не граничащей с сектором внешних ставок                                                       |
| Top Line                 | Высшая линия / Корзина на 5 номеров | Ставка на два сектора с зеро (0 и 00) и первую улицу (1-2-3), доступная лишь в американской рулетке (итого 0-00-1-2-3)                        | На угол пересечения сектора с двойным зеро, номера 3 и линии, не граничащей с сектором внешних ставок                                             |

### Внешние
Внешние ставки (англ. outside bets) выставляются на внешнем секторе (англ. outer section) игрового поля рулетки на соответствующих полях. Шансы выигрыша ставки намного выше, но при этом и потенциальный выигрыш меньше.
| Название на английском                         | Перевод на русский                  | Описание | Количество номеров  |
| ---------------------------------------------- | ----------------------------------- | --- | ------------------- |
| 1 to 18 (Low, Manque) / 19 to 36 (High, Passe) | Малые / Большие                     | Ставка на выпадение числа в определённом промежутке | 18                  |
| Red / Black                                    | Красное / чёрное                    | Ставка на выпадение поля конкретного цвета | 18                  |
| Even / Odd (Pair ou Impair)                    | Чётное / нечётное                   | Ставка на выпадение чётного или нечётного числа | 18                  |
| Dozens                                         | Дюжины                              | Ставка на выпадение числа в промежутках 1-12 (первая дюжина, она же Première douzaine или P12); 13-24 (вторая дюжина, она же Moyenne douzaine или M12) или 25-36 (третья дюжина, она же Dernière douzaine или D12)                    | 12                  |
| Columns                                        | Колонны                             | Ставка на выпадение числа в выбранной вертикальной колонне из 12 номеров (например, 1-4-7-10-…-34). Фишка размещается за последним номером                                                                                            | 12                  |
| Snake Bet (Red Snake Bet)                      | Змеиная ставка, змея (красная змея) | Ставка на следующую комбинацию красных полей: 1-5-9-12-14-16-19-23-27-30-32-34. Представляет внешне ломаную линию, напоминающую змею или зигзаг. Фишка размещается в нижнему углу поля 34, граничащем с полем «больших чисел» (19-36) | 12 конкретных чисел |

### Проигрыши ставок
Внешняя ставка считается проигранной, если выпадает зеро.
Иногда при выпадении сектора «зеро» ставки на красное/чёрное или чёт/нечёт уменьшаются вдвое (также могут уменьшаться при ставке на малые/большие). Ставка «змея» доступна не во всех казино.

## Вероятности выпадения
При ставке в размере одного доллара в американской и европейской рулетке (кроме ставки на «корзину») чистый выигрыш определяется по формуле
{\displaystyle \mathrm {expectedvalue} ={\frac {1}{n}}(36-n)={\frac {36}{n}}-1,}
где n — количество секторов рулетки. В случае выпадения шарика на нужный сектор игроку не только возвращается ставка, но и выплачивается выигрыш. Согласно этой формуле, в случае, если на колесе рулетки будет всего 36 секторов, то математическое ожидание будет равняться нулю, что лишит казино некоего преимущества перед игроками; в случае колеса рулетки с 37 и более числами у казино будет преимущество.
| Англоязычное название ставки | Буквальный перевод на русский | Выигрышные сектора                                                                                  | Коэффициент выплат выигрыша | Коэффициент на победу (французская рулетка) | Математическое ожидание (ставка 1 доллар, французская рулетка) | Коэффициент на победу (американская рулетка) | Математическое ожидание (ставка 1 доллар, американская рулетка) |
| ---------------------------- | ----------------------------- | --------------------------------------------------------------------------------------------------- | --------------------------- | ------------------------------------------- | -------------------------------------------------------------- | -------------------------------------------- | --------------------------------------------------------------- |
| 0                            | Ноль                          | 0                                                                                                   | 35 к 1                      | 36 к 1                                      | −$0.027                                                        | 37 к 1                                       | −$0.053                                                         |
| 00                           | Два ноля                      | 00                                                                                                  | 35 к 1                      |                                             |                                                                | 37 к 1                                       | −$0.053                                                         |
| Straight up                  | Напрямую                      | Любое число                                                                                         | 35 к 1                      | 36 к 1                                      | −$0.027                                                        | 37 к 1                                       | −$0.053                                                         |
| Row                          | Ряд                           | 0, 00                                                                                               | 17 к 1                      |                                             |                                                                | 18 к 1                                       | −$0.053                                                         |
| Split                        | Сплит / пара                  | Любые два соседних номера (горизонтальные или вертикальные)                                         | 17 к 1                      | 17+1⁄2 к 1                                  | −$0.027                                                        | 18 к 1                                       | −$0.053                                                         |
| Street                       | Стрит / улица                 | Любые три горизонтальных номера (1, 2, 3 или 4, 5, 6 и т. д.)                                       | 11 к 1                      | 11+1⁄3 к 1                                  | −$0.027                                                        | 11+2⁄3 к 1                                   | −$0.053                                                         |
| Corner                       | Корнер / угол                 | Любые четыре соседних номера (1, 2, 4, 5 или 17, 18, 20, 21 и т. д.)                                | 8 к 1                       | 8+1⁄4 к 1                                   | −$0.027                                                        | 8+1⁄2 к 1                                    | −$0.053                                                         |
| Top line / Basket (США)      | Верхняя линия / корзина       | 0, 00, 1, 2, 3                                                                                      | 6 к 1                       |                                             |                                                                | 6+3⁄5 к 1                                    | −$0.079                                                         |
| Top line / Basket (Европа)   | Верхняя линия / корзина       | 0, 1, 2, 3                                                                                          | 8 к 1                       | 8+1⁄4 к 1                                   | −$0.027                                                        |                                              |                                                                 |
| Six line                     | Линия из шести                | Любые шесть цифр из двух горизонтальных рядов (1, 2, 3, 4, 5, 6 или 28, 29, 30, 31, 32, 33 и т. д.) | 5 к 1                       | 5+1⁄6 к 1                                   | −$0.027                                                        | 5+1⁄3 к 1                                    | −$0.053                                                         |
| 1st column                   | 1-я колонна                   | 1, 4, 7, 10, 13, 16, 19, 22, 25, 28, 31, 34                                                         | 2 к 1                       | 2+1⁄12 к 1                                  | −$0.027                                                        | 2+1⁄6 к 1                                    | −$0.053                                                         |
| 2nd column                   | 2-я колонна                   | 2, 5, 8, 11, 14, 17, 20, 23, 26, 29, 32, 35                                                         | 2 к 1                       | 2+1⁄12 к 1                                  | −$0.027                                                        | 2+1⁄6 к 1                                    | −$0.053                                                         |
| 3rd column                   | 3-я колонна                   | 3, 6, 9, 12, 15, 18, 21, 24, 27, 30, 33, 36                                                         | 2 к 1                       | 2+1⁄12 к 1                                  | −$0.027                                                        | 2+1⁄6 к 1                                    | −$0.053                                                         |
| 1st dozen                    | 1-я дюжина                    | От 1 до 12                                                                                          | 2 к 1                       | 2+1⁄12 к 1                                  | −$0.027                                                        | 2+1⁄6 к 1                                    | −$0.053                                                         |
| 2nd dozen                    | 2-я дюжина                    | От 13 до 24                                                                                         | 2 к 1                       | 2+1⁄12 к 1                                  | −$0.027                                                        | 2+1⁄6 к 1                                    | −$0.053                                                         |
| 3rd dozen                    | 3-я дюжина                    | От 25 до 36                                                                                         | 2 к 1                       | 2+1⁄12 к 1                                  | −$0.027                                                        | 2+1⁄6 к 1                                    | −$0.053                                                         |
| Odd                          | Нечётное                      | 1, 3, 5, …, 35                                                                                      | 1 к 1                       | 1+1⁄18 к 1                                  | −$0.027                                                        | 1+1⁄9 к 1                                    | −$0.053                                                         |
| Even                         | Чётное                        | 2, 4, 6, …, 36                                                                                      | 1 к 1                       | 1+1⁄18 к 1                                  | −$0.027                                                        | 1+1⁄9 к 1                                    | −$0.053                                                         |
| Red                          | Красное                       | 1, 3, 5, 7, 9, 12, 14, 16, 18, 19, 21, 23, 25, 27, 30, 32, 34, 36                                   | 1 к 1                       | 1+1⁄18 к 1                                  | −$0.027                                                        | 1+1⁄9 к 1                                    | −$0.053                                                         |
| Black                        | Чёрное                        | 2, 4, 6, 8, 10, 11, 13, 15, 17, 20, 22, 24, 26, 28, 29, 31, 33, 35                                  | 1 к 1                       | 1+1⁄18 к 1                                  | −$0.027                                                        | 1+1⁄9 к 1                                    | −$0.053                                                         |
| 1 to 18                      | От 1 до 18                    | 1, 2, 3, …, 18                                                                                      | 1 к 1                       | 1+1⁄18 к 1                                  | −$0.027                                                        | 1+1⁄9 к 1                                    | −$0.053                                                         |
| 19 to 36                     | От 19 до 36                   | 19, 20, 21, …, 36                                                                                   | 1 к 1                       | 1+1⁄18 к 1                                  | −$0.027                                                        | 1+1⁄9 к 1                                    | −$0.053                                                         |

Математическое ожидание верхней линии (секторов 0, 00, 1, 2 и 3) отличается в связи с округления точного коэффициента выплаты выигрыша 6+1⁄5 к 1 (извлекается по формуле) до 6 к 1. Ставки на 0 или 00 не относятся к четным/нечетным или к блокам от 1 до 18 / от 19 до 36.

## Преимущество дома
Преимущество дома (англ. house advantage, также известно как англ. house average или англ. house edge), также известное как математическое ожидание — среднее отношение того, что проигрывает игрок, к размеру ставки. В американской рулетке с 38 секторами на колесе (два сектора «зеро») при ставке на конкретное число шанс победы составляет 1⁄38 (при выигрыше в 35 раз больше, чем ставка), а шанс проигрыша — 37⁄38. Отсюда математическое ожидание вычисляется по формуле:
−1 × 37⁄38 + 35 × 1⁄38 = −0,0526 (5,26 % преимущество дома)
В колесе европейской рулетки 37 секторов. Шанс победы при ставке на конкретный номер — 1⁄37, шанс проигрыша — 36⁄37. Математическое ожидание для европейской рулетки:
−1 × 36⁄37 + 35 × 1⁄37 = −0,0270 (2,70 % преимущество дома)
Для колёс рулетки с тремя секторами «зеро» шанс победы при ставке на выбранный номер — 1⁄39, шанс проигрыша 38⁄39. Математическое ожидание в данном случае:
−1 × 38⁄39 + 35 × 1⁄39 = −0,0769 (7,69 % преимущество дома)
В случае, если после ставки игрока на чет/нечет выпало зеро и он проиграл ставку, в некоторых казино вступает в силу правило en prison, снижающее преимущество дома. В соответствии с этим правилом игрок имеет право на повторное вращение колеса рулетки, а в игре находятся те же деньги, которые он поставил в прошлый раз. В случае выигрыша он заберёт то, что проиграл в предыдущем раунде.

## Негласные правила поведения в рулетке

### Поведение при ставках
- Фишки рекомендуется ставить на игровое поле, а не бросать, чтобы не сдвинуть другие ставки и не нарушить последовательность ставки. Если игрок физически не может дотянуться до фрагмента игрового поля, он должен сообщить ставку крупье.
- Размер или тип ставки могут делаться только в промежутках между запусками рулетки. Изменения, которые предлагаются уже после запуска рулетки, крупье не всегда может принять.
- Ставка будет принята, только если об этом сообщил крупье, повторив оглашённую игроком ставку. За споры с крупье по поводу непринятой ставки игроку может быть вынесено предупреждение.
- Размещать еду на игровом столе запрещено, напитки — разрешено в некоторых случаях.

### Меры безопасности
- После выплаты выигравшим игрокам не следует собирать воедино свой выигрыш и находящиеся в игре фишки: это необходимо, чтобы исключить путаницу и не позволить игрокам украсть чужие фишки.
- После сигнала «Ставок больше нет» игрокам запрещено прикасаться к фишкам, равно как и менять список и содержимое своих ставок.
- После того, как крупье разместил выигрышный маркер «долли», игрокам запрещено прикасаться к фишкам на сыгравшей ставке.
- Ставка в денежном виде не принимается из рук игрока, он должен положить на стол в нужный сектор сумму. Это делается для максимальной прозрачности работы казино.
- Строго запрещено использование любой техники, в том числе телефонов и камер. В то же время в самом казино ведётся постоянное видеонаблюдение.
- Перед игроком на столе могут находиться только фишки, деньги, напитки и сигареты: сумки и кошельки запрещено ставить на стол.

## Устройство рулетки

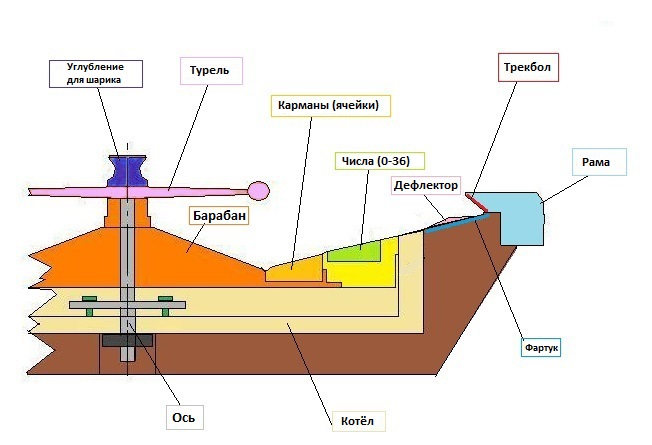
Устройство колеса рулетки

Рулетка, которая используется в настоящее время в казино, состоит из более чем 300 отдельных частей, подогнанных друг к другу с ювелирной точностью. Эта точность является обязательной — любая физическая деформация будет влиять на движение шарика, а этого быть не должно: результат игры должен определяться чистой случайностью. Что интересно, колесо рулетки было придумано ещё в XVIII веке, и с тех пор его конструкция никак не изменилась.
С момента появления рулетки в общественности вспыхивали слухи о том, что в некоторых казино на вращение рулетки и выпадение шарика на нужный сектор влияли некие сторонние элементы и механизмы. В настоящее время колесо рулетки регулярно проверяется по четырём параметрам на соответствие всем требованиям: внедрение каких-либо посторонних механизмов приведёт к нарушению принципов работы. Ведущими производителями рулеточных колёс являлись в 2000-е годы компании Abbiati, Bourgogne et Grasset и John Huxle.

### Котёл
В основании устройства рулетки находится чаша колеса, также известная как «котёл». Его диаметр составляет около 900 мм. Традиционно изготавливается из ценных пород дерева, тщательно отшлифован и покрыт лаком. Идеальная шлифовка необходима для того, чтобы гарантировать равномерное движение поворотного стола и плоскую поверхность. В настоящее время существуют котлы, изготовленные из пластика, которые стоят дешевле и проще в изготовлении, но это ухудшает внешний вид и может привести к образованию конденсата. Считается, что уважающее себя казино не станет устанавливать такое колесо рулетки.
Невидимая нижняя часть котла, которая встроена в неподвижный стол рулетки, изготавливается из нескольких слоёв древесины и её обработка является ещё более сложной, чем обработка верхней части котла. Это нужно для того, чтобы древесина не коробилась под воздействием влаги или изменений температуры, что может привести к сбоям вращения колеса.
Котёл является неподвижной частью колеса рулетки. В его центре находится шпиндель, на который устанавливается вращающийся ротор (барабан). Сверху на шпиндель надевается турель.
Турель исполняет обычно декоративную функцию, но имеет и прикладное значение: как правило, на вершине турели имеется углубление для резервного шарика.
В верхней части находится ограничитель шарика (болл-стоп), препятствующий вылету шарика из колеса рулетки. Он слегка изогнут по форме.
Дорожка, по которой катится шарик, называется болл-трек и изготавливается из материала Corian (также дорожку называют трекболом). Чуть ниже расположен фартук — наклонная поверхность, на которой расположены дефлекторы.

### Дефлекторы
Дефлекторы — это изготовленные из металла небольшие ромбовидные препятствия на фартуке. У них также есть много других названий: алмазы, булавки, планки, остановки, разрушители. Они расположены равномерно и симметрично вокруг колеса, с чередованием вертикальных и горизонтальных препятствий. Большинство современных колес рулетки имеют 8 дефлекторов; некоторые более старые колеса имеют 16 дефлекторов. Эти небольшие препятствия предназначены для того, чтобы сделать ход шарика более непредсказуемым. При броске шарик должен спуститься по дорожке, затем пройти через фартук и через дефлекторы, чтобы войти на ротор и попасть в пронумерованный карман.

### Ротор
Ротор является сердцем колеса рулетки. Он имеет диаметр около 500 мм и весит 30-50 кг, что позволяет ему долгое время вращаться с приличной скоростью. Ротор с помощью подшипника крепится на шпиндель, расположенный в центре котла, что позволяет ему свободно вращаться.
Для проверки работоспособности колеса с помощью микрометра (рычажно-зубчатого индикатора) измеряется биение ротора (биение между вращающимся диском и чашей колеса). Если стержень, на который надеты все составляющие части рулетки, изношен, то диск начинает его бить, что сигнализирует о необходимости ремонта колеса для восстановления балансировки.

### Карманы
На роторе равномерно расположены 37 карманов (ячеек). Они разделены металлическими перегородками, которые называются ребрами и выполняют функцию разделителей, отгораживающих карманы для шарика. Лунки (ячейки) поочередно выкрашены в чёрный и красный цвета; также имеются одна или две зелёные лунки — для зеро. Внутри всех карманов проставлены выполненные белой краской числа. На первый взгляд кажется, что цифры в карманах проставлены хаотично, но на самом деле они следуют строгому порядку. Считается, что стандартное расположение чисел выполнено на основе расчетов математика Блеза Паскаля.
По своей конструкции карманы являются одной из наиболее часто изменяемых частей, с точки зрения дизайна. Сейчас все больше колес имеют раздельные карманы, в которых внешняя часть не имеет перегородок, только цвет и номер, а внутренняя составляет сам карман.
Карманы самых первых рулеток были довольно глубокими, но с течением времени ребра становились все меньше и меньше, и сейчас большинство современных колес используют конструкцию карманов с низким профилем рёбер.

### Шар
Шар для рулетки, как правило, имеет диаметр 18-21 мм и весит 6 граммов. Традиционно шары изготавливались из слоновой кости: во время изобретения рулетки это был один из наиболее ценных материалов — именно поэтому он так идеально подходит к роскошной и элегантной обстановке казино. В современных казино часто применяют шарики из пластика или тефлона, они практически вытеснили шарики из слоновой кости по некоторым причинам:
- во-первых, слоновая кость не применяется по моральным причинам;
- во-вторых, пластиковые шарики более непредсказуемо движутся, сталкиваясь с рефлекторами и разделителями;
- в-третьих, пластиковые шарики менее интенсивно изнашивают колесо рулетки в процессе эксплуатации.

Для того, чтобы исключить любые манипуляции с шариками, в том числе и со стороны недобросовестных сотрудников, они хранятся в казино в специальных сейфах.

### Срок службы колеса рулетки
При использовании лёгких пластиковых шариков колесо рулетки может быть использовано в среднем от 10 до 20 лет. В большинстве казино производится регулярный обмен роторов колес рулетки. В зависимости от расположения в казино, некоторые колеса работают больше, чем другие, соответственно и изнашиваются быстрее. Поэтому только регулярный обмен может обеспечить равномерный износ всех колес.
Кроме того, обмен роторов преследует и другую цель. Казино не могут позволить себе предоставлять игрокам повышенные возможности для получения прибыли, и избегают этого любой ценой. Поэтому для них приоритетное значение имеет идеальное качество изготовления и точность подгонки всех частей колеса для игры в рулетку. В связи с этим большинство казино используют такую стратегию, чтобы осложнить игрокам поиск ошибок колеса: они регулярно, часто даже ежедневно, меняют роторы разных рулеток между собой. Производители рулеток для этого специально делают роторы взаимозаменяемыми между разными колесами одного и того же дизайна.
Каждое колесо рулетки постоянно контролируется, причём с двух сторон:
- с одной стороны это делается независимыми экспертами,
- с другой стороны сами казино заинтересованы в правильной работе своего оборудования, и сами себя контролируют.

Колесо в идеальном состоянии при 25 оборотах в минуту должно вращаться 6 минут. Чем дольше это время, тем лучше.

## Стратегии игры в рулетку
На протяжении многих лет существования современной рулетки и казино люди пытались разработать стратегии, которые позволяли бы игрокам заполучить преимущество над казино. Большинство этих стратегий представляли собой системы конкретных ставок, однако в их основе было явление, известное как ошибка игрока — убеждение, что вероятность каждого следующего исхода вращения колеса рулетки зависит от предыдущих исходов (например, после выпадения 10 подряд раз красного вероятность выпадения красного в 11-й раз могла быть по тем или иным причинам ниже, чем вероятность выпадения чёрного).
По мнению американского математика Патрика Биллингсли, в рулетке не существует чётко выраженной стратегии ставок, которая могла бы принести какую-либо гарантированную прибыль игроку. Из основ комбинаторики следует, что шансы выпадения одного и того же числа несколько раз подряд микроскопическим малы, хотя и не равняются нулю (так, 14 сентября 1993 года в одном из индийских казино было зафиксировано семь выпадений подряд одного и того же числа).
Одним из первых людей, кто попытался сформулировать стратегию игры в рулетку, считается живший в XIX веке английский инженер и математик-любитель Джозеф Джеггер (в некоторых источниках его называют Уильям Джаггерс (англ. William Jaggers). Его теория опиралась на факты небольших дефектов колёс рулетки того времени, из-за которых нарушался баланс колеса и одни номера выпадали чаще других. Согласно общепринятой версии, в 1873 году Джеггер пришёл в казино Монте-Карло с шестью помощниками, которые в течение пяти недель записывали все числа, выпадавшие за тем или иным игровым столом с рулеткой. Анализ этих данных позволил определить, какое число выпадало чаще других за тем или иным столом. По некоторым данным, на основании проанализированных данных Джеггер выиграл за четверо суток сумму в размере 1,5 млн французских франков.
Владельцы казино осознали имевшуюся у них проблему и решили поменять колёса рулетки местами, однако помощники Джеггера решили ещё раз проследить за самими колёсами. Собрав всё те же данные, Джеггер снова начал выигрывать. Вскоре в казино сумели установить причины подобного ЧП и изменили конструкцию рулетки, добавив перегородки между ячейками. Согласно одной из версий, суммарный выигрыш Джеггера был эквивалентен 180 тысяч долларов США, по другой версии, опирающейся на источник 1925 года, он составил порядка 65 тысяч фунтов стерлингов. Распространена версия, что именно по мотивам этой истории была написана песня The Man Who Broke the Bank at Monte Carlo, хотя эта версия оспаривается. Так или иначе, но с момента истории с Джаггерсом во избежание подобных прецедентов рулеточные колёса регулярно проверяются на соответствие требованиям. Более того, по этой причине служба безопасности уделяет особое внимание посетителям, которые пытаются составлять какие-либо конспекты, чтобы не допустить вмешательства третьих лиц в работу колёс рулетки.
Локальная теорема Муавра — Лапласа даёт формулу (формула рассчитывает вероятность только для 1 игры. Вероятность зависит от баланса и количества игр)
{\displaystyle N={\frac {\ln(1-C)}{\ln(1-p)}}}
где С — вероятность выигрыша гарантированного,
р — вероятность выигрыша события,
Пример: число несовпадений подряд с вероятностью 99 % для вероятности 48,65 %
{\displaystyle N={\frac {\ln(1-0,99)}{\ln(1-0,4865)}}=7}
В принципе возможно создание бесконечного множества стратегий игры в рулетку, однако, в случае идеально случайной рулетки, заведение всегда будет иметь преимущество 1,3-5,3 % в зависимости от типа рулетки и вида ставок. Используя различные системы игры, игрок может лишь изменить дисперсию, но не математическое ожидание результатов игры.
Наиболее популярны среди игроков системы, основанные на изменении величины ставки в зависимости от выигрыша или проигрыша предыдущих ставок. К таким системам относятся системы Д’Аламбера, Дональда-Натансона, Уайттеккера и самая известная — Мартингейла. Кроме того, есть системы, основанные на свойствах биномиального закона распределения вероятностей, «теории больших чисел», «теории хаоса».
В рулетку можно победить, если знать первоначальное положение шарика, его скорость относительно колеса и некоторые другие параметры геометрии и трения в системе. Идеально точные данные дадут возможность предсказать, куда упадёт шарик.
В начале прошлого века Анри Пуанкаре в работе Science and Methods изучал движение рулетки (правда, без шарика) и установил, что положение, в котором колесо останавливается, очень сильно зависит от первоначальных данных. Отсюда он заключил, что разумной теории предсказания положения рулетки быть не может в принципе. Позже требование зависимости от начальных условий появилось в теории хаоса.
В 1967 году математик Ричард Эпштейн в своей книге The Theory of Gambling and Statistical Logic объявил, что знание первоначальной угловой скорости шарика относительно колеса позволяет предсказать, в какой половине колеса остановится шарик. Более того, он продемонстрировал, что задача сводится к тому, чтобы определить момент, когда шарик покинет наклонную поверхность вокруг колеса — это происходит при постоянной скорости, поэтому её также не надо считать. Тогда многие специалисты заключили, что, даже если такие эксперименты проводились, то в реальном времени это сделать было заведомо невозможно — на тот момент просто не существовало подходящих ресурсов.
В 1969 году в журнале Review of the International Statistical Institute вышла статья Эдварда Торпа с утверждением, что стремление казино снизить систематическое отклонение от идеальной случайной статистики приводит к тому, что предсказать движения шарика оказывается проще. Дело в том, что при настройке ось колеса иногда наклоняют. Торп показал, что наклона в 0,2 градуса достаточно для того, чтобы на воронкообразной поверхности появился достаточно большой участок, с которого шарик никогда не соскакивает на колесо. Более того, использование для оценки скорости портативного компьютера позволяет довести ожидание выигрыша до 0,44 от ставки. При этом практическая часть исследования, проходившая в Лас-Вегасе, показала, что в среднем треть всех рулеток удовлетворяет условиям, рассмотренным в задаче Торпа.
Следуя работам Торпа, в 1977—1978 годах математики Дуайн Фармер вместе с Норманом Пакардом создали группу, целью которой было выиграть у казино денег на науку. Группа получила наименование Eudaemons и использовала для работы компьютер на базе процессора 6502, который был спрятан в ботинке одного из участников группы. Математической статьи об этой деятельности не появилось, а всё произошедшее было описано в книге «Ньютоновское казино» (Newtonian Casino) Томаса Басса, вышедшей в 1990 году.
Работа Майкла Смолла (Michael Small) и Чи Кон Це (Chi Kong Tse) посвящена вопросу: есть ли в историях про Eudaemons и отель Ritz доля истины? Насколько вообще возможно предсказывать работу рулетки в реальном времени? Сомнения в реальности описанных событий сохранялись из-за недостаточной математической обоснованности заявлений (например, в работе Торпа многие расчеты были оставлены за кадром).
В рамках работы учёные построили довольно простую динамическую модель движения шарика в рулетке и расчётную программу. Авторы проводили опыты двух типов — простой (без дополнительной аппаратуры на столе) и сложный (специальная камера была установлена прямо над колесом). Для опытов использовалось стандартное колесо диаметром 820 миллиметров под названием President Revolution.
В обоих случаях исследователям необходимо было определить пять параметров. При этом авторы работы не заботились о том, чтобы считать эти параметры тайно в казино — все эксперименты проводились в лаборатории. При этом исследователи использовали некоторые технические приспособления, простейшим из которых был мобильный телефон. В простом режиме учёным удалось добиться математического ожидания в 0,18 от ставки (напомним, что сами казино существуют на скромные 0,027 от ставки игрока).
Из этого исследователи сделали вывод, что все описанные истории вполне могут оказаться правдой. Фармер уже прокомментировал работу и заявил, что опубликованный подход очень похож на использованный членами Eudaemons, за исключением некоторых деталей математической модели — Фармер с коллегами считали, что на остановку шарика влияют не те силы, которые работают в работе Смолла и Кон Це.
Защита от новой системы проста: казино закрывает ставки до того, как можно будет посчитать скорость вращения шарика и колеса.
В казино, где крупье закрывает ставки до броска шарика, играть не рекомендуется. В таких заведениях в среднем игра в пользу заведения, так как экспериментально доказано[кем?], что опытный крупье может выбросить шарик в нужную ему ячейку. Крупье, который не может на экзаменах в казино попасть в одну из четырёх цифр, стоящих подряд друг за другом, считается не сдавшим зачёт на квалификацию.
При закрытии ставок до броска, крупье знает расстановку ставок и может выбрать сектор или номер, который не покрыт ставками. Обычно крупье в таких случаях выбирает слабую ставку и старается попасть на рулетке в эту цифровую ячейку.

## Рекордные выигрыши
- В конце 1960-х — начале 1970-х годов американец Ричард Ярецки[англ.] выиграл в ряде европейских казино общую сумму в 1,2 миллиона долларов США. Он утверждал, что использовал математическую систему, якобы разработанную с помощью мощного компьютера. Однако в действительности он наблюдал за более чем 10 тысячами оборотов каждого колеса рулетки, чтобы определить какие-либо отклонения в работе того или иного колеса. Со временем в казино, где он одержал свои победы, обновили колёса рулеток во избежание повторения таких крупных выигрышей[17].
- В 1963 году киноактёр Шон Коннери во время съёмок фильма «Из России с любовью», где он играл Джеймса Бонда, решил посетить казино в итальянском Сен-Венсане. Три раза подряд он ставил на номер 17 и победил все три раза[18].
- В 2004 году житель Лондона Эшли Ревелл[англ.] продал всё своё имущество (вплоть до одежды), отправился в казино Plaza Hotel[англ.] в Лас-Вегас и сделал общую ставку на 135,3 тысяч долларов на красное. Его ставка сыграла: шарик выпал на поле 7 красного цвета, и он выиграл итого 270,6 тысяч долларов США[19].
- В том же году в лондонском казино Ritz трое человек выиграли сумму в размере 1,3 миллиона фунтов стерлингов. Этими людьми оказались гражданка Венгрии (32 года) и двое граждан Сербии и Черногории (33 и 38 лет), имена участников игры не раскрывались. Оба были задержаны по подозрению в мошенничестве: было установлено, что обычный лазерный сканер, мобильный телефон и компьютер позволили им просчитать стратегию и выиграть крупную сумму денег. Их арестовали, но суд постановил, что никто из троих никоим образом не воздействовал на оборудование казино, и признал законным их выигрыш[20].